# Grallaria dignissima
El tororoí del Napo (Grallaria dignissima), también denominado tororoi estriado (en Colombia), tororoi ocre listado (en Perú), gralaria ocrelistada (en Ecuador) o chululú de rayas ocres, es una especie de ave paseriforme perteneciente al numeroso género Grallaria  de la familia Grallariidae, anteriormente incluido en Formicariidae. Es nativo de la Amazonia occidental en América del Sur.

## Distribución y hábitat
Se distribuye desde el extremo sureste de Colombia (oeste de Putumayo) hasta el este de Ecuador y noreste de Perú (al norte del río Marañon).
Es poco común en el suelo o cerca de él, en hábitats de selvas húmedas de “terra firme” o de transición, hasta los 450 m s. n. m. de altitud.